# Едуард Брюклмайер
Едуард Брюклмайер (на немски: Eduard Brücklmeier) е германски дипломат и борец от съпротивата, участвал в опита за убийство на фюрера Адолф Хитлер от 20 юли 1944 г..

## Биография
Брюклмайер е роден в Мюнхен, където през 1923 г. започва да учи право, преди да се премести в Лайпциг, Вюрцбург и Лозана. През 1927 г. той преминава първия държавен изпит във Вюрцбург, а през май – тригодишна подготвителна програма на Външното министерство. След завършването му през 1930 г. той е изпратен в чужбина като дипломат.
През 1933 г., когато нацистката партия взима властта в Германия, Брюклмайер се занимава с проблемите на малцинствата, докато работи в Генералното консулство в Катовице. Това води до първия конфликт с нацистките власти. През 1936 г. той е назначен за дипломатически секретар в германското посолство в Лондон, оглавявано от бъдещия външен министър на германския диктатор Адолф Хитлер Йоахим фон Рибентроп.
През 1937 г. Брюклмайер се жени за Клотилда фон Обермайер-Марнах. Те имат една дъщеря, Моника, която по-късно се омъжва за Фридрих Мандл. Брюклмайер също се присъединява към нацистката партия, като първоначално подава молбата си за присъединяване през 1934 г.
На следващата година, 1938 г., Брюклмайер и Рибентроп се завръщат в Берлин. Дотогава той и държавният секретар на външните работи Ернст фон Вайскекер се надяват, че германските несъгласии с британското правителство, биха могли да осуетят все по-очевидните планове за война на Хитлер. През 1939 г. обаче той е денонсиран за извършването на „подривни“ изявления и почти е изпратен в концентрационен лагер. Вместо това обаче, очевидно по инициатива на началника на Главната служба по сигурността на Райха (Reichssicherheitshauptamt), Райнхард Хайдрих – получава ранно пенсиониране от външната служба.
След това Брюклмайер е на военна служба във Франция, става член на екипа на Вермахта в Центъра за чуждестранни изпитания в Берлин; и след това става военен администратор в Държавната администрация на Върховното командване на армията.
По това време установява обширни връзки с бойците на съпротивата, които ще вземат участие в заговора от 20 юли, за убийството на Хитлер. Фридрих Вернер фон дер Шуленбург, който се запознава с Брюклмайер, докато работи в дипломатическата мисия в Техеран през 1930 и 1931 г., урежда контакти между него и основните заговорници.
Брюклмайер пожелава да подкрепи държавния преврат, но не е уведомен, че е отложен за 20 юли. Седмица по-късно, на 27 юли, след неуспеха на заговора, Брюклмайер е разкрит. Той е арестуван в Прага, а от 28 до 29 септември е изслушан в германската Народна съдебна палата (Volksgerichtshof). На 20 октомври той е признат за виновен и осъден на смърт. На същия ден е обесен в затвора в Пльоцензе в Берлин.